# Hypotaxie
Hypotaxie (griechisch Hypotaxis) bezeichnet die mittlere Stufe (bzw. den nach der „Somnolenz“ zweiten Grad) hypnotischer Trance und wird durch eintretende Katalepsie, also Bewegungsunfähigkeit ohne entsprechende Suggestionen, gekennzeichnet.
Die meisten Menschen können diesen Zustand relativ leicht erreichen. In der Hypnosetherapie ist dieser Zustand für die meisten Anwendungen ausreichend. Bei weiterer Entspannung und Vertiefung der Hypnose kann dieser Zustand in die Somnambulanz (vergleiche Somnambulismus) übergehen.